# Gonzalo Winter
Gonzalo Rodolfo Winter Etcheberry (Santiago, 6 de enero de 1987) es un abogado y político chileno, miembro del partido político Frente Amplio. Desde marzo de 2018 se desempeña como diputado de la República en representación del distrito n°10 de la Región Metropolitana de Santiago.
En abril de 2025 fue proclamado como candidato presidencial de su partido para las elecciones primarias de ese año.

## Familia y estudios
Es uno de los cinco hijos del matrimonio formado por Jaime Winter Garcés y la abogada María Elena Etcheberry Court.
Estudió en el Colegio del Verbo Divino en Santiago, del cual egresó en 2005. En 2006, ingresó a estudiar derecho en la Facultad de esa carrera de la Universidad de Chile. Se tituló en 2018 con la tesis Contexto y trasfondo histórico de la implementación de la Ley 3654 sobre educación primaria obligatoria en Chile y juró como abogado el 9 de octubre de 2020.
Mantiene una relación con la arquitecta María Dolores Reyes y es padre de un hijo: Manuel Winter Reyes (2024).

## Carrera política

### Inicios
Su trayectoria política se inició en 2006 con la creación del Colectivo «Arrebol» junto con la futura diputada Gael Yeomans, el actual embajador de Chile en España, Javier Velasco, y la ex Delegada Regional Metropolitana, Constanza Martínez. Ese año el movimiento estudiantil secundario retoma una fuerza y masividad que no se había observado hace décadas. Junto al colectivo Arrebol participó en diversas instancias de educación popular, así como también en movimientos por el derecho a la vivienda. Luego participa activamente en las movilizaciones estudiantiles del año 2008. 
El año 2009 participa en la toma de la Escuela de Derecho de la Universidad de Chile, cuyo vocero fue el actual Presidente de la República Gabriel Boric, movimiento que buscaba la dimisión del entonces Decano Roberto Nahum.
Luego, en la Universidad de Chile fue parte de las bases de Creando Izquierda, grupo en el que confluyó el «Colectivo Arrebol» e «Izquierda Autónoma». En esa alianza fue que lograron el triunfo en la FECH el año 2012.
Durante 2013, fue director del Centro de Estudios de la Federación de Estudiantes de la Universidad de Chile (FECh), grupo encargado de generar conocimiento asociado al movimiento social por la educación. Posteriormente se desempeñó como asesor legislativo, durante el periodo 2014-2018.
En 2016, y luego del quiebre de Izquierda Autónoma, toma un rol como dirigente del recién creado Movimiento Autonomista, y trabaja como asesor legislativo en el primer periodo del entonces diputado Gabriel Boric en la Cámara de Diputados, 2014-2018. 

### Diputado
En 2017 fue nominado por su colectividad para representarla en el pacto Frente Amplio (FA), como candidato a diputado, por el nuevo distrito n° 10, resultando electo para el periodo 2018-2022, donde consiguió 5.238 votos (1,2%) y el Frente Amplio sacó el 34,91% de los votos, representando a 152.390 personas, en conjunto con el diputado Giorgio Jackson (23,7%) y la exmilitante de Revolución Demócratica, Natalia Castillo (1,0%).

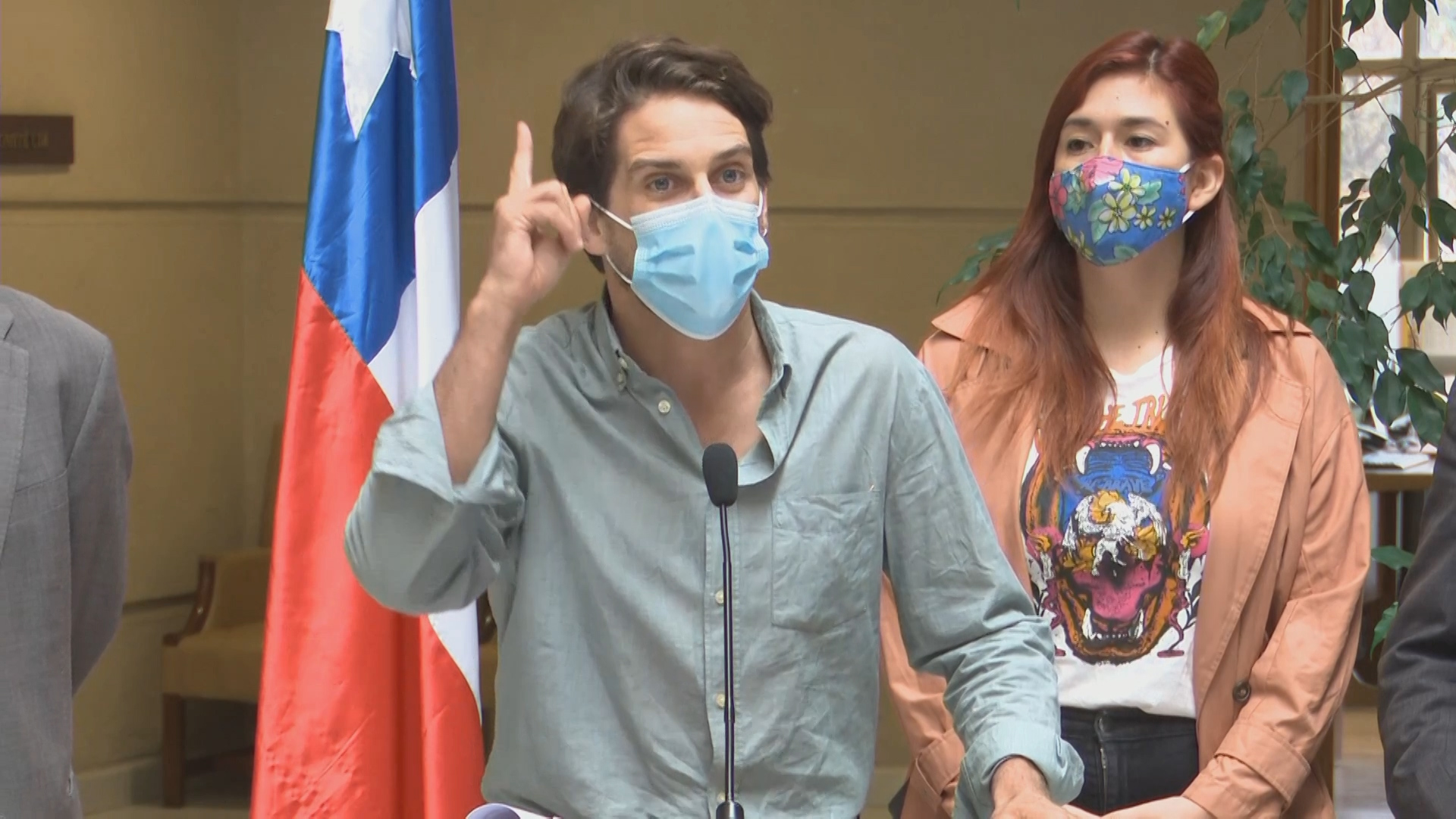
Gonzalo Winter en punto de prensa en el Congreso Nacional, 2021.

El 11 de marzo de 2018, asumió como diputado del Movimiento Autonomista. Integra las comisiones permanentes de Educación; y Vivienda y Desarrollo Urbano y Bienes Nacionales; Régimen Interno y Administración, y participa de las comisiones investigadoras sobre Operaciones financieras entre Bancard Inversiones Ltda. y empresas en paraísos fiscales también sobre Actos de los organismos públicos en relación con situación de Universidad del Pacífico donde presidió la comisión.
En las elecciones parlamentarias de 2021 fue candidato a la reelección por su distrito, obteniendo la primera mayoría con un 66 590 votos, representando un 14,48% de los votos escrutado y convirtiéndose además en la tercera mayoría a nivel país.
Durante la segunda vuelta de las elecciones presidenciales de Chile en el año 2021, Gonzalo Winter se integró el comité político de la campaña de Gabriel Boric, siendo vocero además en dicha candidatura.

#### Labor parlamentaria
Durante su período como parlamentario se ha destacado por tener un porcentaje de asistencia de 99,56% y por haber presentado más de 60 mociones parlamentarias, destacándose especialmente su rol en Vivienda, con mociones como la que modifica la ley 19.537 sobre copropiedad inmobiliaria, para generar mayor transparencia y participación de los copropietarios en la administración de condominios, y promover una mayor equidad de género en la composición de sus órganos internos, así como el proyecto para terminar con el subarriendo abusivo, el proyecto de ley para que las inmobiliarias destinen el 30% de su ocupación en viviendas sociales.[cita requerida]
En el año 2018 encabeza un inédito juicio contra el fiscal Jorge Abbott, tras presentar una solicitud de destitución junto a otros diputados luego de una serie de episodios controversiales protagonizados por el fiscal, entre los que se encuentra reuniones con personajes vinculados al Caso Penta, como el exministro Hernán Larraín.
En 2019 presentó proyectos para el reconocimiento al trabajo doméstico y a la labor consistente en el cuidado de personas así como para regular la app Airbnb y el alza de los precios inmobiliarios. Ya en 2020 iniciada la pandemia presentó los proyectos de Renta Universal Básica, de suspensión de las moras por deudas de servicios básicos y de las condiciones para el rescate de las empresas. En 2021 a la vez, presentó proyectos de ley para la reforma constitucional para garantizar la paridad de género en la declaración de candidaturas y en la integración de ambas cámaras del Congreso Nacional, para el período legislativo 2022-2026. El 11 de marzo de 2022 asumió su segundo período como diputado de Convergencia Social, siendo elegido jefe de la bancada del Frente Amplio.

### Candidatura oficialista para presidenciales
El 3 de abril de 2025, el comité central del Frente Amplio llevó a cabo una sesión extraordinaria para definir a su abanderado presidencial con miras a las elecciones presidenciales de Chile de 2025. En medio de un contexto de definiciones dentro del oficialismo y tras la negativa de figuras como el alcalde de Maipú, Tomás Vodanovic, a asumir una eventual candidatura, el nombre del diputado Gonzalo Winter se posicionó como la opción de consenso dentro de la coalición. En un principio, Winter había descartado presentarse como candidato presidencial, argumentando que "no se sentía preparado" para asumir dicho desafío político. Sin embargo, ante la falta de alternativas consolidadas y con el respaldo de los sectores internos del Frente Amplio, aceptó ser evaluado como una figura de unidad.
Con 108 votos a favor y ninguno en contra, el comité proclamó oficialmente a Winter como su precandidato presidencial. Esta nominación fue interpretada como una señal de unidad interna y como un intento por renovar los liderazgos dentro del oficialismo.
Durante su discurso de aceptación, el diputado señaló: "Acepto esta candidatura por cuatro motivos: porque quiero a Chile, creo en Chile, me inspira Chile y, lo más importante, me preocupa Chile". Además, manifestó su intención de fortalecer el rol del Estado como herramienta para enfrentar desigualdades y combatir el narcotráfico y las mafias.
La proclamación de Winter se suma a otras candidaturas oficialistas que ya han sido anunciadas, como las de Carolina Tohá (PPD) y Jaime Mulet (FRVS), lo que configura un escenario competitivo de cara a unas potenciales elecciones primarias del oficialismo.

## Historial electoral
| Año  | Tipo                     | Territorio    | Pacto            | Partido | Votos   | %     | Resultado |
| ---- | ------------------------ | ------------- | ---------------- | ------- | ------- | ----- | --------- |
| 2017 | Parlamentarias           | 10.º distrito | Frente Amplio    | Ind.-RD | 5238    | 1.2   | Diputado  |
| 2021 | Parlamentarias           | 10.º distrito | Apruebo Dignidad | CS      | 66 590  | 14.48 | Diputado  |
| 2025 | Primarias presidenciales | Chile         | Unidad por Chile | FA      | 123 829 | 9.02  | No electo |